# Atropatene
Atropatene ou Média Atropatene foi um antigo reino fundado e governado por dinastias iranianas no século IV a.C., situado nos atuais Azerbaijão iraniano e Curdistão iraniano. Sua capital era Gazaca. Atropatene é também o  nome ancestral do "Azerbaijão".

## História
Quando houve a partilha da Babilônia, após a morte de Alexandre, o Grande, Atropates, sogro de Pérdicas, recebeu a Média Menor, enquanto que Filão da Ilíria recebeu a Média Maior.
Atropates impediu que seu território fizesse parte dos reinos dos macedônios, e foi, por isso, chamado de Média Atropatene. Atropates declarou-se rei, mantendo a independência do reino, que durou, segundo Estrabão, até seus dias; seus sucessores aliaram-se, por casamento, aos reis da Armênia, Síria e Pártia.
A dinastia que Atropates fundou governaria o reino por vários séculos, primeiro independentemente, então como vassalos dos arsácidas. Ela foi eventualmente anexada pelos arsácidas, que então a perderam aos sassânidas. Em algum momento entre 639 e 643, os árabes sob o comando dos califas bem-guiados tomaram o controle da área durante o reinado de Omar. Atropatene formou uma província separada do antigo califado islâmico e foi considerada por ter importância estratégica. Foi durante o período árabe que Aturpatacan (em persa médio) tornou-se Azerbaijão.

## Lista de governantes
1. Artabazanes, governou de 221 a.C. ou 220 a.C., um contemporâneo de Antíoco III Magno.
2. Mitrídates I, (nascido em 100 a.C. - morreu por volta de 66 a.C.), governou de 67 a.C. até aproximadamente 66 a.C., um genro de Tigranes, o Grande.
3. Aristobanes I, (nascido em 85 a.C. - morreu em 56 a.C.), governou de 65 a.C. até 56 a.C..
4. Dário, (nascido por volta de 85 a.C. - morreu por volta de 65 a.C.), governou por volta de 65 a.C..
5. Artavasdes I, (nascido em 65 a.C. - morreu em 20 a.C.), governou de 56 a.C. até 31 a.C., um genro de Antíoco I Teos de Comagena.
6. Aristobanes II, (nascido em 40 a.C. - morreu em 2), governou de 28 a.C. até 8 a.C., também como Aristobanes, rei da Armênia de 2 a.C. até 2.
7. Artavasdes III, (nascido em 20 a.C. - morreu em 4), como Artavasdes IV, rei da Armênia de 2 até 4.